# Jaap Paasman

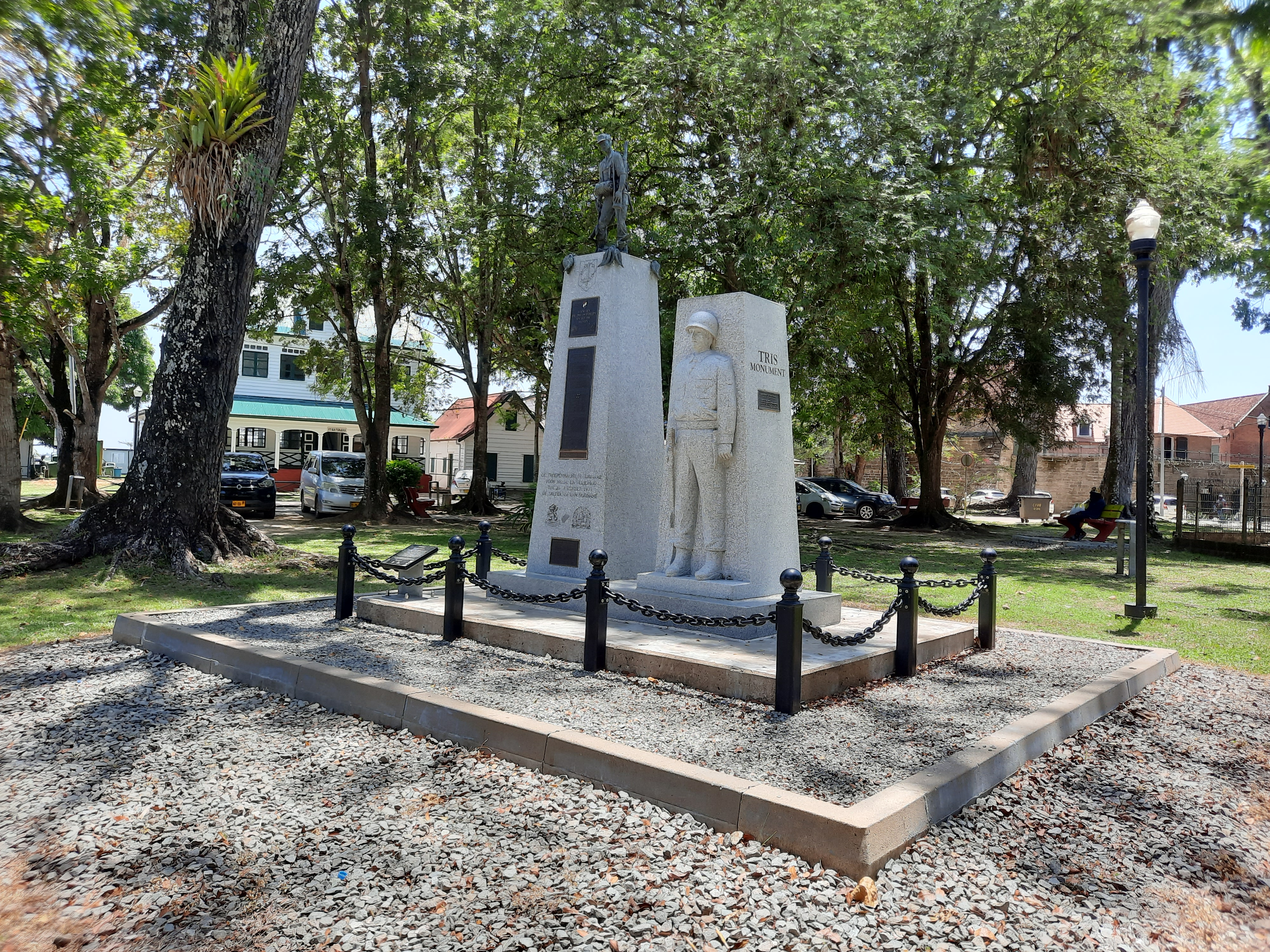
Het TRIS-monument door hem en Lia Krol

Jaap Paasman is een Nederlands ecoloog en beeldhouwer.

## Biografie
Jaap Paasman trouwde rond 1988 met de kunstenares Lia Krol. Ze hebben een zoon en een dochter. Hij is ecoloog met specialisatie bosgebieden. Voor het Informatie- en Kenniscentrum Natuur (IKC-Natuur) in Wageningen was hij sectiehoofd en voerde hij projecten uit, onder meer voor het ministerie van Landbouw, Natuurbeheer en Visserij.
Daarnaast is hij beeldend kunstenaar. Hij is gespecialiseerd in het maken van beelden van dieren – zijn vrouw in mensen. Bij grote beelden werken ze samen. De boerenschuur waarin zijn vrouw werkte was op een gegeven moment niet hoog genoeg voor de steeds groter wordende beelden. Omdat er hier op de Betuwe niet mocht worden bijgebouwd, tenzij het een oorspronkelijke rol had, bouwde Paasman in 2010 een atelier in de vorm van een hooiberg.
Op 10 mei 2006 werden in Rucphen elf beelden gestolen die waren gemaakt door zowel Paasman als Krol.
In 2010 goot hij een gitaar in brons. Het diende als eerste TrosKompas Oeuvre Award die werd uitgereikt aan Peter Koelewijn. In 2013 werd in Paramaribo, Suriname, het door hun gemaakte TRIS-monument geplaatst (onthulling in 2016). Hiervoor werd toestemming verleend door president Desi Bouterse, die zelf ooit TRIS-militair was geweest.
Op 24 oktober 2010 was hij te zien in het tv-programma Knoop in je Zakdoek, samen met de verstandelijk gehandicapte kunstenaar Arend Jan Talstra. Beide worden in hun werk geïnspireerd door dieren.